# تود سميث
تود سميث هو سياسي كندي، ولد في 7 أكتوبر 1971 في كندا. حزبياً، نشط في حزب أونتاريو المحافظ التقدمي. وقد انتخب عضو برلمان مقاطعة أونتاريو.

## وصلات خارجية
- الموقع الرسمي